# Christa Ludwig
Christa Ludwig (Berlijn, 16 maart 1928 – Klosterneuburg, 24 april 2021) was een Duitse opera- en concertzangeres (stemtype mezzosopraan) en zangpedagoge.

## Biografie
Christa Ludwig werd in een muzikaal gezin geboren. Haar vader Anton Ludwig (1888–1957) was zanger en opera-intendant (onder andere in Aken, Hanau, Gießen), haar moeder Eugenie Besalla-Ludwig (1899–1993) was alt en zangpedagoog. De moeder was de enige zanglerares van haar dochter; gedurende een groot deel van de carrière van haar dochter observeerde en bevorderde zij de ontwikkeling van haar stem. Op zeventienjarige leeftijd had Christa Ludwig haar eerste openbare optreden in Gießen. Een jaar later ging zij naar de Oper Frankfurt en debuteerde daar als Prinz Orlowsky (Die Fledermaus). Tot 1952 bleef zij in Frankfurt am Main.
Er volgden engagementen aan het Landestheater Darmstadt (1952-1954) en Hannover (1954-1955). Gedurende de jaren in Frankfurt en Darmstadt heeft Christa Ludwig regelmatig aan de "Donaueschinger Musiktagen für zeitgenössische Tonkunst" meegewerkt en daarbij werken van Luigi Dallapiccola, Pierre Boulez en Luigi Nono gezongen. In 1955 heeft Karl Böhm haar aan de Wiener Staatsoper verbonden. Zij was daar bijna veertig jaar lang een van de belangrijkste zangeressen en werd in 1962 tot Kammersängerin benoemd. In deze tijd zong zij in 769 opvoeringen 42 verschillende partijen. Eveneens in 1955 debuteerde zij bij de Salzburger Festspiele. Zij zong daar voor het laatst in 1993.
De belangrijkste dirigenten die haar carrière begeleidden waren Karl Böhm, Herbert von Karajan en Leonard Bernstein.
Vanaf de jaren zestig zong zij bij de Bayreuther Festspiele (Brangäne en Kundry) alsook aan het Teatro alla Scala in Milaan en aan het Royal Opera House Covent Garden Londen.
Ook in landen buiten Europa had Christa Ludwig succes. Na haar optreden aan de Lyric Opera in Chicago werd zij door Rudolf Bing naar de Metropolitan Opera New York gehaald, waar zij in 1959 als Cherubino (Le Nozze di Figaro) debuteerde. Tot 1993 zong zij daar belangrijke rollen, zoals Leonore (Fidelio), Dido (Les Troyens), Ortrud, Kundry, Marschallin, Waltraute en Fricka.
Tot haar verdere repertoire behoorden ook Eboli (Don Carlos), Amneris (Aida), Lady (Macbeth), Carmen, Brangäne (Tristan en Isolde), Venus (Tannhäuser), Octavian (Der Rosenkavalier), Komponist (Ariadne auf Naxos), Färberin (Die Frau ohne Schatten), Klytämnestra (Elektra), Marie (Wozzeck) en Judith (Hertog Blauwbaards burcht).
Naast haar opera-activiteiten gaf Christa Ludwig talrijke liederenavonden in de hele wereld en werkte ze mee als soliste bij koor- en orkestconcerten. Haar favoriete liedcomponisten waren Franz Schubert, Robert Schumann, Johannes Brahms, Hugo Wolf, Gustav Mahler, Hans Pfitzner en Richard Strauss. Pianobegeleiders bij haar liederenavonden en plaatopnamen waren onder anderen Sebastian Peschko, Erik Werba, Gerald Moore, Geoffrey Parsons, Irwin Gage en Charles Spencer. Ook Daniel Barenboim, Tzimon Barto, Leonard Bernstein en James Levine hebben haar enkele malen begeleid. Ook als zangpedagoge is Ludwig actief geweest. Een van haar bekendste leerlingen was de Nederlandse alt, daarvoor mezzosopraan, Jard van Nes.
Met Fricka (Die Walküre) had Christa Ludwig in 1993 haar laatste optreden aan de Metropolitan Opera. In 1993 en 1994 gaf zij wereldwijd haar afscheidstournee met een liederenprogramma. Op 14 december 1994 nam zij na een bijna vijftigjarige toneelcarrière in de Wiener Staatsoper als Klytämnestra afscheid van haar toneelpubliek.
Na haar carrière gaf zij Masterclasses voor jonge zangeressen, zoals in oktober 2014 in het Koninklijk Conservatorium (Den Haag).
Van 1957 tot 1970 was zij gehuwd met de zanger Walter Berry (1929–2000), met wie zij een gemeenschappelijke zoon heeft. In 1972 huwde zij de Franse toneelspeler en regisseur Paul-Émile Deiber. Zij woonde en overleed in het Oostenrijkse Klosterneuburg in de nabijheid van Wenen. Ze werd 93 jaar oud.

## Onderscheidingen
- 1962: Oostenrijkse Kammersängerin
- 1969: Oostenrijks Ehrenkreuz für Kunst und Wissenschaft
- 1980: Goldener Ring der Wiener Staatsoper
- 1980: Silberne Rose der Wiener Philharmoniker
- 1980: Goldene Gustav-Mahler-Medaille
- 1980: Hugo-Wolf-Medaille
- 1981: erelid van de Wiener Staatsoper
- Ridder in de Orde van Kunsten en Letteren
- 1989: Commandeur de l’Ordre des Arts et des Lettres
- 1989: Ridder van het Franse Legioen van Eer
- 1994: Großes Ehrenzeichen für Verdienste um de Republik Österreich
- 2003: Officier van het Franse Legioen van Eer
- 2004: Orde van Verdienste van de Bondsrepubliek Duitsland
- 2008: Onderscheiding voor haar levenswerk op de Midem (Marché international de l'édition musicale)
- 2008: SAECULUM-Glashütte Original-Musikfestspiel-Preis in het kader van de Dresdner Musikfestspiele
- 2008: eredoctoraat van de Fryderyk-Chopin-Musikakademie Warschau

## Discografie
Opera
- Béla Bartók: Herzog Blaubarts Burg (Judith. Met Berry, London Symphony Orchestra, Kertész. 1965; Decca)
- Ludwig van Beethoven: Fidelio (Leonore. Met Vickers, Frick, Berry, Crass, Philharmonia Chorus and Orchestra, Klemperer. 1962; EMI)
- Ludwig van Beethoven: Fidelio (Leonore. Met Vickers, Kreppel, Berry, Waechter, Chor und Orchester der Wiener Staatsoper, Karajan. LA 1962; DG)
- Vincenzo Bellini: Norma (Adalgisa. Met Callas, Corelli, Zaccaria, coro e orchestra del Teatro alla Scala Milano, Serafin. 1960; EMI)
- Leonard Bernstein: Candide (Old Lady. Met Gedda, Hadley, Anderson, London Symphony Chorus and Orchestra, Bernstein. 1989; DG; ook DVD)
- Georges Bizet: Carmen (Carmen. Met Muszely, Schock, Prey, Chor de Deutschen Oper Berlin, Berliner Symphoniker, Stein. 1961; EMI)
- Georges Bizet: Carmen (Carmen. Met Pilou, King, Waechter, Chor und Orchester der Wiener Staatsoper, Maazel. LA 1966; Orfeo)
- Highlights 1955–1974 (hoogtepunten van uitvoeringen van de Salzburger Festspiele door R. Strauss, Mozart, Gluck, Beethoven, Met Schöffler, Seefried, Panerai, King, Mathis, Crass, Troyanos, Berry, Wiener Philharmoniker, Böhm. 1955–1974; Orfeo)
- Engelbert Humperdinck: Hänsel und Gretel (Hexe. Met Moffo, Donath, Fischer-Dieskau, Tölzer Knabenchor, Münchner Rundfunkorchester, Eichhorn. 1971; RCA)
- Live Recordings 1955–1994 (hoogtepunten van uitvoeringen van de Wiener Staatsoper. Orfeo)
- Wolfgang Amadeus Mozart: Così fan tutte (Dorabella. Met Della Casa, Dermota, Kunz, Loose, Schöffler, Wiener Staatsopernchor, Wiener Philharmoniker, Böhm. 1955; Decca)
- Wolfgang Amadeus Mozart: Così fan tutte (Dorabella. Met Schwarzkopf, Kraus, Taddei, Steffek, Berry, Philharmonia Chorus and Orchestra, Böhm. 1962; EMI)
- Wolfgang Amadeus Mozart: Don Giovanni (Donna Elvira. Met Ghiaurov, Watson, Gedda, Berry, Freni, New Philharmonia Orchestra and Chorus, Klemperer. 1967; EMI)
- Wolfgang Amadeus Mozart: Le Nozze di Figaro (Cherubino. Met Schöffler, Jurinac, Streich, Berry, Wiener Staatsopernchor, Wiener Symphoniker, Böhm. 1956; Philips)
- Wolfgang Amadeus Mozart: Le Nozze di Figaro (Cherubino. Met Fischer-Dieskau, Schwarzkopf, Seefried, Kunz, Chor der Wiener Staatsoper, Wiener Philharmoniker, Böhm. LA 1957; Orfeo)
- Camille Saint-Saëns: Samson et Dalila (Dalila. Met King, Weikl, Chor des Bayerischen Rundfunks, Münchner Rundfunkorchester, Patané. 1973; RCA)
- Richard Strauss: Capriccio (Clairon. Met Schwarzkopf, Wächter, Gedda, Fischer-Dieskau, Hotter, Philharmonia Orchestra, Sawallisch. 1958; EMI)
- Richard Strauss: Elektra (Klytämnestra. Met Behrens, Secunde, Ulfung, Hynninen, Boston Symphony Orchestra, Ozawa. 1988; Philips)
- Richard Strauss: Die Frau ohne Schatten (Färberin. Met Rysanek, Thomas, Hoffman, Berry, Chor und Orchester der Wiener Staatsoper, Karajan. LA 1964; Nuova Era)
- Richard Strauss: Die Frau ohne Schatten (Färberin. Met Rysanek, King, Hesse, Berry, Chor der Wiener Staatsoper, Wiener Philharmoniker, Böhm. LA 1974; Opera)
- Richard Strauss: Der Rosenkavalier (Octavian. Met Schwarzkopf, Stich-Randall, Edelmann, Philharmonia Orchestra, Karajan. 1957; EMI)
- Richard Strauss: Der Rosenkavalier (Marschallin. Met Troyanos, Mathis, Adam, Wiener Philharmoniker, Böhm. 1969; DG)
- Richard Strauss: Der Rosenkavalier (Marschallin. Met Jones, Popp, Berry, Wiener Philharmoniker, Bernstein. 1971; Sony)
- Giuseppe Verdi: Un ballo in maschera (Ulrica. Met Pavarotti, M. Price, Bruson, London Opera Chorus, National Philharmonic Orchestra, Solti. 1983; Decca)
- Giuseppe Verdi: Falstaff (Mrs. Quickly. Met Taddei, Panerai, Araiza, Kabaivanska, Wiener Philharmoniker, Karajan. 1980; DG; ook DVD)
- Giuseppe Verdi: Macbeth (Lady Macbeth. Met Milnes, Ridderbusch, Cossutta, Orchester der Wiener Staatsoper, Böhm. LA 1970. Foyer)
- Richard Wagner: Götterdämmerung (Waltraute. Met Nilsson, Windgassen, Fischer-Dieskau, Neidlinger, Frick, Watson, Wiener Philharmoniker, Solti. 1964; Decca)
- Richard Wagner: Götterdämmerung (Waltraute. Met Dernesch, Moser, Janowitz, Ridderbusch, Berliner Philharmoniker, Karajan. 1970; DG)
- Richard Wagner: Götterdämmerung (Waltraute. Met Behrens, Jerusalem, Salminen, Metropolitan Opera Chorus and Orchestra, Levine. 1989; DG; ook DVD)
- Richard Wagner: Lohengrin (Ortrud. Met Thomas, Grümmer, Fischer-Dieskau, Frick, Chor der Wiener Staatsoper, Wiener Philharmoniker, Kempe. 1964; EMI)
- Richard Wagner: Parsifal (Kundry. Met Uhl, Hotter, Berry, Waechter, Chor und Orchester der Wiener Staatsoper, Karajan. LA 1961; RCA)
- Richard Wagner: Parsifal (Kundry. Met Kollo, Hotter, Frick, Kelemen, Wiener Philharmoniker, Solti. 1971; Decca)
- Richard Wagner: Das Rheingold (Fricka. Met Morris, Jerusalem, Wlaschiha, Moll, Metropolitan Opera Orchestra, Levine. 1988; DG; ook DVD)
- Richard Wagner: Tannhäuser (Venus. Met Brouwenstijn, Beirer, Wächter, Frick, Chor und Orchester der Wiener Staatsoper, Karajan. LA 1963; DG)
- Richard Wagner: Tannhäuser (Venus. Met Sotin, Dernesch, Kollo, V. Braun, Wiener Sängerknaben, Wiener Staatsopernchor, Wiener Philharmoniker, Solti. 1971; Decca)
- Richard Wagner: Tristan und Isolde (Brangäne. Met Nilsson, Windgassen, Talvela, Waechter, Chor und Orchester der Bayreuther Festspiele, Böhm. 1966; DG)
- Richard Wagner: Tristan und Isolde (Brangäne. Met Dernesch, Vickers, Ridderbusch, Berry, Chor der Deutschen Oper Berlin, Berliner Philharmoniker, Karajan. 1972; DG)
- Richard Wagner: Die Walküre (Fricka. Met Hotter, King, Frick, Crespin, Nilsson, Wiener Philharmoniker, Solti. 1965; Decca)
- Richard Wagner: Die Walküre (Fricka. Met Behrens, Norman, Lakes, Morris, Moll, Metropolitan Opera Orchestra, Levine. 1987; DG; ook DVD)
- Giacomo Puccini: Suor Angelica (La zia Principessa. Met Sutherland, Collins, Connell, Hartle, Buchanan, McLaughlin, Jones, Pirce, Bonynge. 1973; Decca)

Concert, Oratorium
- Johann Sebastian Bach: Matthäus-Passion, BWV 244 (met Schwarzkopf, Pears, Gedda, Fischer-Dieskau, Berry, Philharmonia Chorus and Orchestra, Klemperer. 1960; EMI)
- Johann Sebastian Bach: Matthäus-Passion, BWV 244 (met Janowitz, Schreier, Laubenthal, Fischer-Dieskau, Berry, Wiener Singverein, Berliner Philharmoniker, Karajan. 1972; DG)
- Johann Sebastian Bach: Messe h-moll, BWV 232 (met Janowitz, Schreier, Ridderbusch, Wiener Singverein, Berliner Philharmoniker, Karajan. 1973; DG)
- Johann Sebastian Bach: Weihnachtsoratorium, BWV 248 (met Janowitz, Wunderlich, Crass, Münchener Bach-Chor, Münchener Bach-Orchester, Richter. 1965, DG)
- Ludwig van Beethoven: Missa solemnis D-dur op. 123 (met Schwarzkopf, Gedda, Zaccaria, Chor der Gesellschaft der Musikfreunde Wien, Philharmonia Orchestra, Karajan. 1958; EMI)
- Ludwig van Beethoven: Symfonie Nr. 9 d-moll op. 125 (met Nordmo-Lövberg, Kmentt, Hotter, Philharmonia Chorus and Orchestra, Klemperer. 1957; EMI)
- Ludwig van Beethoven: Symfonie Nr. 9 d-moll op. 125 (met Janowitz, J. Thomas, Berry, Chor der Deutschen Oper Berlin, Berliner Philharmoniker, Karajan. LA 1968. Concerto)
- Leonard Bernstein: Symfonie Nr. 1, „Jeremiah“ (met Israel Philharmonic Orchestra, Bernstein. 1977; DG)
- Anton Bruckner: Messe Nr. 3 f-moll (met Lorengar, Traxel, Berry, Chor der St. Hedwigs-Kathedrale Berlin, Berliner Symphoniker, Forster. EMI)
- Gustav Mahler: Symfonie Nr. 2 c-moll (met Cotrubas, Chor der Wiener Staatsoper, Wiener Philharmoniker, Mehta. 1975; Decca)
- Gustav Mahler: Symfonie Nr. 2 c-moll (met Hendricks, Westminster Choir, New York Philharmonic, Bernstein. LA 1987; DG, ook DVD)
- Gustav Mahler: Symfonie Nr. 3 d-moll (met Prague Philharmonic Choir, Kühn's Children Choir, Czech Philharmonic Orchestra, Neumann. 1981; Supraphon)
- Gustav Mahler: Symfonie Nr. 3 d-moll (met New York Choral Artists, Brooklyn Boys Choir, New York Philharmonic, Bernstein. LA 1987; DG; ook DVD)
- Wolfgang Amadeus Mozart: Messe c-moll, KV 427 (met Lipp, Dickie, Berry, Wiener Oratorienchor, Pro Musica Orchester, Grossmann. 1956; Preiser)
- Wolfgang Amadeus Mozart: Requiem d-moll, KV 626 (met Donath, Tear, Lloyd, Philharmonia Chorus and Orchestra, Giulini. 1979; EMI)
- Giuseppe Verdi: Messa da Requiem (met Rysanek, Zampieri, Siepi, Wiener Singverein, Wiener Philharmoniker, Karajan. LA 1958; EMI)
- Giuseppe Verdi: Messa da Requiem (met Schwarzkopf, Gedda, Ghiaurov, Philharmonia Chorus and Orchestra, Giulini. 1963; EMI)
- Giuseppe Verdi: Messa da Requiem (met Freni, Cossutta, Ghiaurov, Wiener Singverein, Berliner Philharmoniker, Karajan. 1972; DG)

Lied
- Ausgewählte Lieder (Brahms, Mahler, R. Strauss, Pfitzner, Berg. Met Werba. LA 1963/1968; Orfeo)
- Farewell to Salzburg (Schumann, Mahler, Brahms, Strauss. Met Spencer. 1993; RCA)
- Les Introuvables de Christa Ludwig (1957–1969; EMI)
- Gustav Mahler: Kindertotenlieder (met Berliner Philharmoniker, Karajan. + Mahler: Symfonie Nr. 9, 5 Rückert-Lieder. 1974/1979; DG)
- Gustav Mahler: Das Lied von der Erde (met Wunderlich, Philharmonia en New Philharmonia Orchestra, Klemperer. 1965; EMI)
- Gustav Mahler: Das Lied von der Erde (met Kollo, Israel Philharmonic Orchestra, Bernstein. 1972; Sony; ook DVD)
- Gustav Mahler: Das Lied von der Erde (met Kollo, Berliner Philharmoniker, Karajan. 1973; DG)
- Gustav Mahler: Das Lied von der Erde (met T. Moser, Czech Philharmonic Orchestra, Neumann. + Schumann: Frauenliebe und Leben, met Parsons. 1983 / 1966; Praga)
- Gustav Mahler: Des Knaben Wunderhorn (met Berry, New York Philharmonic, Bernstein. 1969; Sony)
- Gustav Mahler: Lieder eines fahrenden Gesellen (met Philharmonia Orchestra, Boult. + Mahler: Kindertotenlieder, 4 Lieder. 1958/1964; EMI)
- Franz Schubert: Lieder, Auswahl (met Gage. 1974/1975; DG)
- Franz Schubert: Der Winterreise (met Levine. 1986; DG)
- Tribute to Vienna (Beethoven, Schubert, Mahler, Wolf, Bernstein, R. Strauss, Brahms. Met Spencer. LA 1994; RCA; ook DVD)
- Hugo Wolf: Italienisches Liederbuch (met Fischer-Dieskau, Barenboim. 1975; DG)